# 小行星3732
小行星3732（英語：3732 Vavra）是一颗围绕太阳公转的小行星。1984年9月27日，茲丹卡·瓦弗洛娃在克列特发现了此天体。
这颗小行星的绝对星等为8.53768等。